# Друксберге
Друксберге (нем. Druxberge) — община в Германии, в земле Саксония-Анхальт. 
Входит в состав района Бёрде. Подчиняется управлению Обере Аллер.  Население составляет 435 человек (на 31 декабря 2006 года). Занимает площадь 7,46 км².